# Milan Stepanov
Milan Stepanov (cyr.: Милан Степанов, ur. 2 kwietnia 1983 w Nowym Sadzie) – serbski piłkarz grający na pozycji środkowego obrońcy.

## Kariera klubowa
Stepanov pochodzi z miasta Nowy Sad i tam też rozpoczynał karierę w klubie FK Vojvodina Nowy Sad. Najpierw grał w juniorach tego klubu, a w sezonie 2000/2001 awansował do składu pierwszej drużyny i w wieku 17 lat zadebiutował w serbskiej ekstraklasie. Z czasem został zawodnikiem pierwszej jedenastki, ale z Vojvodiną nie osiągał większych sukcesów, jak zajęcie 6. miejsca w lidze. W sezonie 2005/2006 został kapitanem Vojvodiny, ale grał w niej tylko w rundzie jesiennej, a zimą przeszedł za 750 tysięcy euro do tureckiego Trabzonsporu.
W Trabzonsporze od razu zaczął występować w pierwszej jedenastce. W tureckiej lidze zadebiutował 22 stycznia w przegranym 2:4 wyjazdowym meczu z Kayserisporem. Z Trabzonsporem zajął 4. miejsce w lidze, dzięki czemu w sezonie 2006/2007 wystąpił w Puchare UEFA. W sezonie 2006/2007 z Trabzonsporem także zajął 4. pozycję w tureckiej lidze.
W lipcu 2007 przeszedł do FC Porto. Kosztował 3,5 miliona euro i podpisał kontrakt do 2011 roku. W nowym klubie od początku pełnił rolę rezerwowego i przez dwa sezony rozegrał 10 meczów. W 2009 roku został wypożyczony do hiszpańskiej Málagi.
W 2010 roku wrócił do Turcji i podpisał kontrakt z Bursasporem. W sezonie 2012/2013 grał w Mersin İdman Yurdu.
| Sezon   | Klub               | Kraj                 | Rozgrywki                 | Mecze | Bramki |
| ------- | ------------------ | -------------------- | ------------------------- | ----- | ------ |
| 2000/01 | FK Vojvodina       | Jugosławia           | Meridijan Superliga       | 10    | 0      |
| 2001/02 | FK Vojvodina       | Jugosławia           | Meridijan Superliga       | 13    | 0      |
| 2002/03 | FK Vojvodina       | Serbia i Czarnogóra  | Meridijan Superliga       | 17    | 3      |
| 2003/04 | FK Vojvodina       | Serbia i Czarnogóra  | Meridijan Superliga       | 26    | 1      |
| 2004/05 | FK Vojvodina       | Serbia i Czarnogóra  | Meridijan Superliga       | 24    | 2      |
| 2005/06 | FK Vojvodina       | Serbia i Czarnogóra  | Meridijan Superliga       | 23    | 0      |
| 2005/06 | Trabzonspor        | Turcja               | Süper Lig                 | 16    | 0      |
| 2006/07 | Trabzonspor        | Turcja               | Süper Lig                 | 21    | 1      |
| 2007/08 | FC Porto           | Portugalia           | Superliga                 | 9     | 0      |
| 2008/09 | FC Porto           | Portugalia           | Superliga                 | 1     | 0      |
| 2009/10 | Málaga CF          | Hiszpania            | Primera División          | 12    | 0      |
| 2010/11 | Bursaspor          | Turcja               | Süper Lig                 | 10    | 0      |
| 2011/12 | Bursaspor          | Turcja               | Süper Lig                 | 15    | 2      |
| 2012/13 | Mersin İdman Yurdu | Turcja               | Süper Lig                 | 10    | 0      |
| 2014/15 | Omonia Nikozja     | Cypr                 | Protathlima A’ Kategorias | 6     | 0      |
| 2015/16 | FK Sarajevo        | Bośnia i Hercegowina | Premijer liga             | 5     | 0      |
| 2015/16 | FK Vojvodina       | Serbia               | Super liga Srbije         | 0     | 0      |

## Kariera reprezentacyjna
W 2004 roku był członkiem olimpijskiej reprezentacji Serbii i Czarnogóry na Igrzyska w Atenach. Zagrał we wszystkich 3 meczach grupowych, ale drużyna z Bałkanów przegrała w każdym z nich i zajęła ostatnie miejsce w lidze.
W listopadzie 2005 występował w młodzieżowej reprezentacji Serbii i Czarnogóry i jego gol w finałowej części kwalifikacji do Młodzieżowych Mistrzostw Europy w dwumeczu z Chorwacją dał awans jego rodakom do tego turnieju. Na przełomie maja i czerwca 2006 wystąpił w tej imprezie i był podstawowym zawodnikiem swojej reprezentacji. Doszedł z nią do półfinału, w którym Ukraina pokonała Serbię i Czarnogórę po serii rzutów karnych. Dobra postawa Stepanova została nagrodzona wyborem do Najlepszej Jedenastki ME.
Po rozpadzie Serbii i Czarnogóry zaczął być powoływany do pierwszej reprezentacji Serbii. Zadebiutował w niej 16 sierpnia 2006 w wygranym 3:1 towarzyskim meczu z Czechami, którego nie ukończył z powodu dwóch żółtych, a w konsekwencji czerwonej kartki. Javier Clemente coraz częściej zaczął powoływać Stepanova i jest on członkiem kadry walczącej w eliminacjach do Euro 2008.